# Grube Camphausen
Die Grube Camphausen ist ein ehemaliges Steinkohlebergwerk im Ortsteil Fischbach-Camphausen der saarländischen Gemeinde Quierschied. Sie wird den sog. Eisenbahngruben zugerechnet.

## Geschichte
Das Abteufen der Fischbachschächte I und II im Fischbachtal begann 1871. Während des Abteufens der beiden Schächte wurden zerbrochene Tongefäße, Knochen und Asche gefunden. Bei ihnen handelte es sich um Überreste einer keltischen Opferstätte.
1874 kam ein dritter Schacht hinzu. Den Namen „Grube Camphausen“ erhielt das Bergwerk im gleichen Jahr anlässlich eines Besuchs des damaligen preußischen Finanzministers Otto Camphausen. Ab 1877 wurde der Förderbetrieb ausgebaut und eine Bahnstrecke gebaut. 
Am 17. März 1885 kam es beim Abteufen eines neuen Schachts zu einer schweren Schlagwetter- und Kohlenstaubexplosion, bei der 180 Menschen starben und weitere 30 verletzt wurden. Der Bergmannsfreund berichtet: „Die am weitesten im Westfelde befindlichen Arbeiter haben die Explosion gespürt, haben ihre Jacken angezogen und sind abwärts gefahren, um dann in der Grundstrecke dem Strome der Nachschwaden, namentlich des Kohlenoxydgases zu begegnen und darin zu Tode zu kommen. Am westlichen Ende der Grundstrecke wurden diese Mannschaften mit den beiden Steigern Kläser und Bost als Führern und zwar 54 tot und 22 noch lebend vorgefunden. ... Schließlich gelang es den 5 Beamten, über Brüche hinweg und in den schlechtesten Gasen unaufhaltsam vordringend, in der Grundstrecke in Flötz 83 nach Westen bis vor Ort, ca. 2000 Meter vom Schachte, zu kommen, wo sie eine große Anzahl Toter und Röchelnder ... vorfanden. Nachdem die Lebenden, soweit möglich, erquickt und ihnen die Kleider gelüftet waren, mußten die Retter zurück, weil sie selbst dem Erliegen nahe waren.“
Der Steiger Johannes Diancourt (* 1859; † 1946) hält die Ereignisse in seinem Tagebuch fest. „In 1885, kurz vor Anna’s Geburt war die große Explosion des Kohlenstaubes in Kamphausen mit Flammschlag in die Wolken. Nur acht junge Steiger, darunter auch ich, waren stark genug zur Abfahrt als Rettungsmänner. Alle Leichen waren zu Kokspuppen zusammengeschrumpft. Ganz hinten in der Strecke West hatten sich 61 Mann geflüchtet, die mit gläsernen Augen saßen, in die man tippen mußte. Zwölf waren noch am Leben, die noch herausgeschafft wurden, um dann mit der Leichenbergung zu beginnen. Nur auf Wunsch werde ich die Bilder hierzu bringen. Jeden Tag aber kam die Nachricht, daß auch die Rettungsleute verunglückt seien. Das waren vierzehn Tage der Tränen!“ In Folge berieselte man die Kohlenflöze mit Wasser.

Als im September 1895 nach einem Brand in einem Fördermaschinengebäude der Förderbetrieb vorübergehend eingestellt werden musste, wurde die Belegschaft auf die Nachbargruben verlegt.

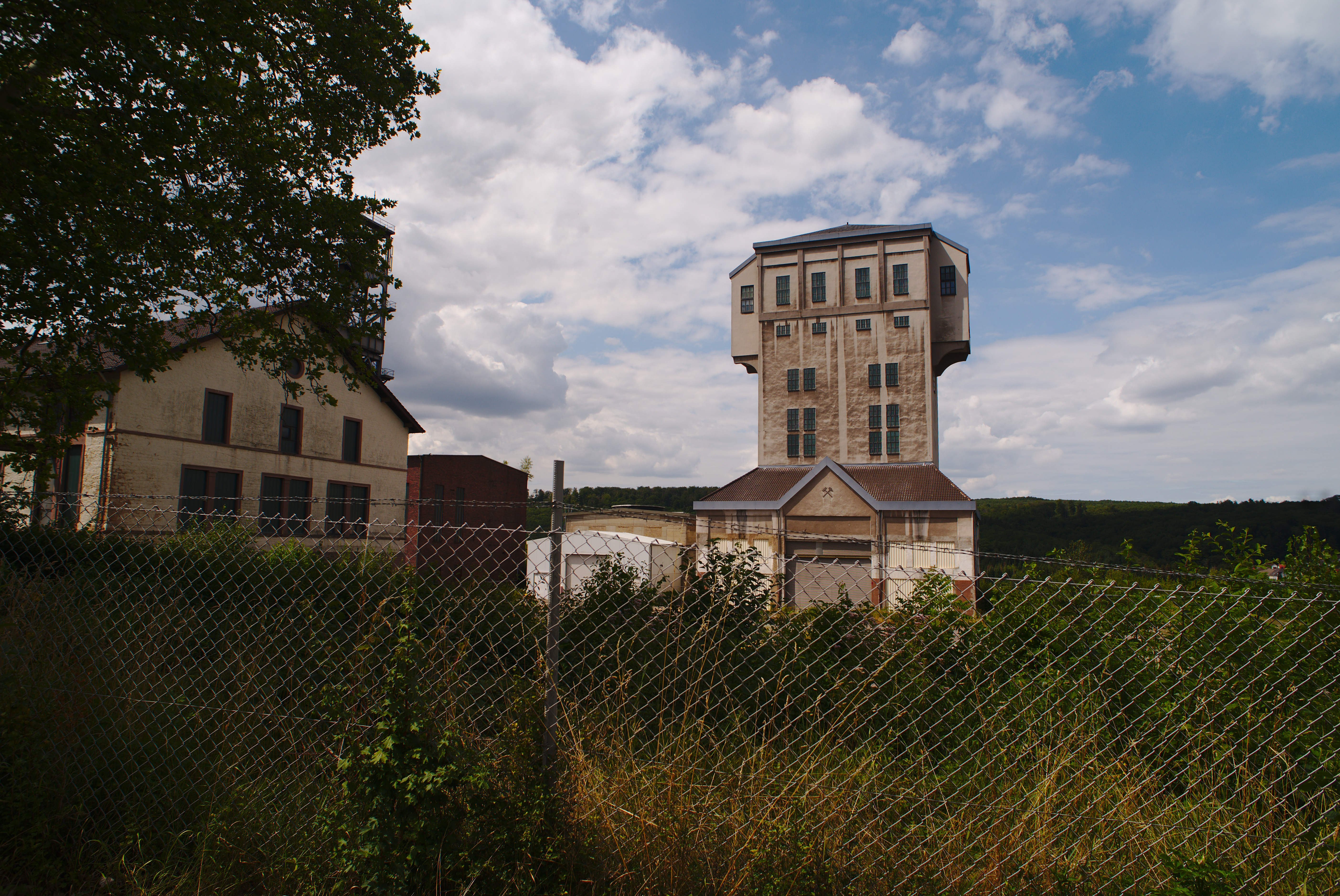
Förderturm am Schacht IV

1908 wurde Schacht IV abgeteuft. Aus Platzmangel entschied man sich gegen ein Stahlfördergerüst und baute einen Hammerkopfturm aus Eisenbeton. Es war die weltweit erste Förderanlage dieser Art. Der 1912 fertiggestellte Förderturm ist eines der von der Bundesingenieurkammer ausgewiesenen historischen Wahrzeichen der Ingenieurbaukunst in Deutschland. Der Turm hat eine Höhe von 40,7 Metern und steht auf vier Stützpfeilern, die jeweils elf Meter unter die Erde gehen. In der obersten Etage befinden sich zwei Fördermaschinen der Firma AEG, mit je 1740 Kilowatt Leistung. Für die Maschinenführer befindet sich Platz in den Erkern des Turms.
Im Jahr 1988 wurde die Stilllegung des Bergwerks zum Jahr 1990 beschlossen. Am 1. Januar 1990 verlor Camphausen seine Eigenständigkeit und wurde zusammen mit der Grube Reden Teil des neuen Verbundbergwerks Reden-Camphausen. Die letzte Steinkohle wurde im November 1990 gefördert.

## Aktuelle Nutzung
Große Teile des Geländes und der Fördereinrichtungen werden nicht mehr genutzt und liegen brach. Ein Teil wurde als Gewerbegebiet umgenutzt.

## Bergehalde Lydia
Nachdem die Kapazität der Halde Camphausen, welche sich auf der anderen Seite der Fischbachtalbahn befindet, erschöpft wurde, wurde die Aufschüttung der Bergehalde Lydia begonnen. Sie wurde als Kegelhalde begonnen und zwischen 1979 und 1982 zu einem Tafelberg überschüttet. Von 2003 bis 2006 wurde die Halde dann neu konturiert. Dies wurde notwendig auf Grund der Gefahr, dass die Halde auf die nahegelegenen Bahngleise abrutschen könnte, und Brände im Inneren der Halde. Zu diesem Zweck wurden 400.000 Kubikmeter Bergematerial von der Spitze abtransportiert und ein neuer Belag wurde eingeebnet. Daneben wurde der Belag auch verdichtet, Sand ins Innere geblasen, um die Brände zu ersticken und neue Wege angelegt. Seit 2006 dient die Halde als Naherholungsgebiet. Sie hat zwei Aufstiege auf gegenüberliegenden Seiten. Der höchste Punkt befindet sich bei 360 m ü. NHN und das nahegelegene Plateau erstreckt sich über zwölf Hektar. Auf diesem Plateau befinden sich drei Wasserbecken, die den Namen Himmelsspiegel tragen, weil sie den Himmel spiegeln, wenn sie mit Regenwasser gefüllt sind.
Um das Jahr 2000 wurde im Rahmen des Projekts Regionalpark Saar der Haldenrundweg geschaffen, welche die Halde Lydia mit anderen Halden verbindet, die rund um den Saarkohlewald angesiedelt sind.
2009 wurde die Umwandlung der Bergehalde in eine Übungsstrecke für Biathlon durch eine Unterschriftenaktion verhindert. Im selben Jahr errichteten Jugendliche aus Fischbach und Quierschied einen Kreuzweg auf der Halde. Er besteht aus sieben Stationen, inklusive eines Gipfelkreuzes. Die Kreuze wurden aus aus dem Bergbau stammenden Materialien hergestellt und nehmen teilweise Bezug auf aktuelle Themen.